# The Mortal Coil
The Mortal Coil es el primer álbum de estudio de la banda australiana de metalcore Polaris, que fue lanzado el 3 de noviembre de 2017 a través de Resist Records y SharpTone Records. Este álbum fue nominado a un premio ARIA al Mejor Álbum de Hard Rock o Heavy Metal y al premio Álbum Australiano del Año en los J Awards 2018.

## Lanzamiento
El 7 de julio de 2017, Polaris lanzó el sencillo "Consume", el primer sencillo del álbum. Se lanzaron dos sencillos más para el álbum, "The Remedy" el 28 de agosto de 2017 y "Lucid" el 30 de octubre de 2017.

## Lista de canciones
| N.º | Título              | Duración |  |
| 1.  | «Lucid»             | 3:59     |  |
| 2.  | «The Remedy»        | 4:03     |  |
| 3.  | «Relapse»           | 3:15     |  |
| 4.  | «Consume»           | 4:11     |  |
| 5.  | «Frailty»           | 3:21     |  |
| 6.  | «In Somnus Veritas» | 2:22     |  |
| 7.  | «Dusk to Day»       | 4:02     |  |
| 8.  | «Casualty»          | 3:43     |  |
| 9.  | «The Slow Decay»    | 4:15     |  |
| 10. | «Crooked Path»      | 4:41     |  |
| 11. | «Sonder»            | 4:19     |  |

## Personal
Polaris
- Jamie Hails – voz principal, voz secundario (pista 7)
- Rick Schneider - guitarra rítmica
- Jake Steinhauser – bajo, voz limpia, voz secundario (pista 5)
- Ryan Siew - guitarra principal
- Daniel Furnari – batería

Personal adicional
- Grant McFarland – masterización, mezcla, producción, ingeniería
- Carson Slovak – masterización, mezcla, producción, ingeniería